# Fânațele Pietroasa - Podeni
Fânațele Pietroasa - Podeni este o arie protejată (arie specială de conservare — SAC, sit de importanță comunitară — SCI) din România, desemnată în scopul protejării biodiversității și menținerii într-o stare de conservare favorabilă a florei spontane și faunei sălbatice, precum și a habitatelor naturale de interes comunitar aflate în arealul zonei de protecție. Aceasta este situată în centrul Transilvaniei, pe teritoriul județului Cluj.

## Localizare
Aria naturală se află în extremitatea sudică a județului Cluj (aproape de limita teritorială cu județul Alba), pe teritoriul administrativ al comunei Moldovenești, în apropierea DN75, care leagă orașul  Turda de Câmpeni.

## Înființare
Instituirea regimului de arie naturală protejată  pentru situl de importanță comunitară „Fânațele Pietroasa - Podeni” s-a făcut prin Ordinul nr. 2.387 din 29 septembrie 2011 (pentru modificarea Ordinului ministrului mediului și dezvoltării durabile nr. 1.964/2007 privind instituirea regimului de arie naturală protejată a siturilor de importanță comunitară, ca parte integrantă a rețelei ecologice europene Natura 2000 în România) și se întinde pe o suprafață de 119,9 hectare. Situl a fost protejat și ca arie specială de conservare în mai 2022.

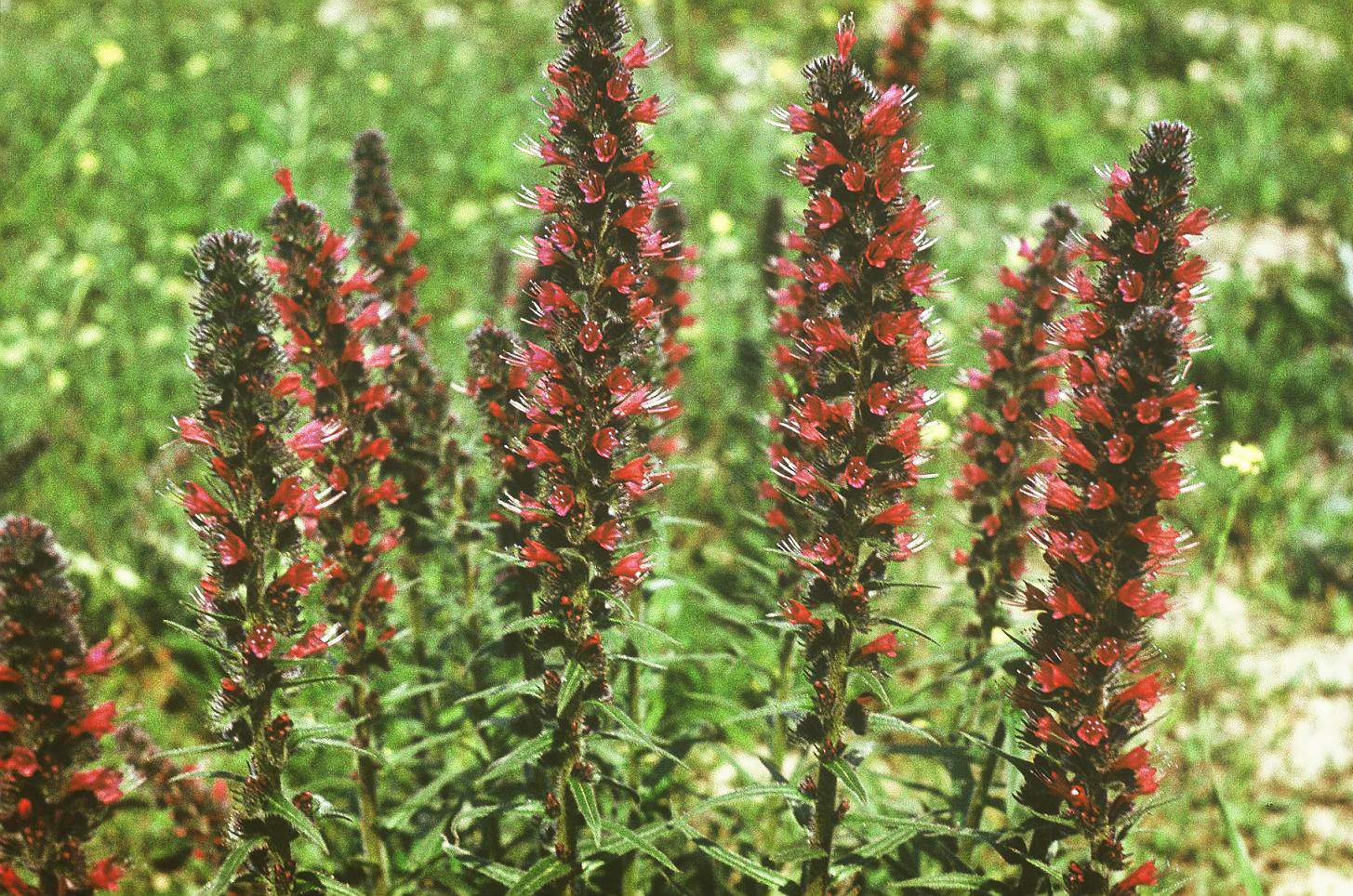
Capul-șarpelui (Echium russicum)

## Biodiversitate
Situl reprezintă o zonă (încadrată în bioregiune continentală aflată în nordul Depresiunii Trascăului) de pajiști stepice, tufărișuri și păduri cu arboret de stejar (Quercus robur) și carpen (Carpinus betulus); ce conservă habitate naturale de tip: Pajiști de altitudine joasă, Pajiști stepice subpanonice, Pajiști cu Molinia pe soluri calcaroase, turboase sau argiloase, Păduri dacice de stejar și carpen și Tufărișuri subcontinentale peri-panonice și protejază faună și floră specifice Apusenilor.
La baza desemnării ariei naturale se află câteva specii faunistice enumerate în anexa I-a a Directivei Consiliului European 92/43/CE din 21 mai 1992 (privind conservarea habitatelor naturale și a speciilor de faună și floră sălbatică), printre care: ivorașul-cu-burta-galbenă (Bombina variegata), tritonul cu creastă (Triturus cristatus)) și tritonul comun transilvănean (Triturus vulgaris ampelensis); precum și o specie floristică rară, cunoscută sub denumirea populară de capul-șarpelui (Echium russicum).

## Căi de acces
- Drumul național DN75 pe ruta: Turda - Cornești -  Moldovenești - drumul județean DJ103G spre Pietroasa.

## Monumente și atracții turistice
În vecinătatea sitului se află câteva obiective (lăcașuri de cult, castele, situri arheologice, arii naturale protejate) de interes istoric, cultural și turistic; astfel:

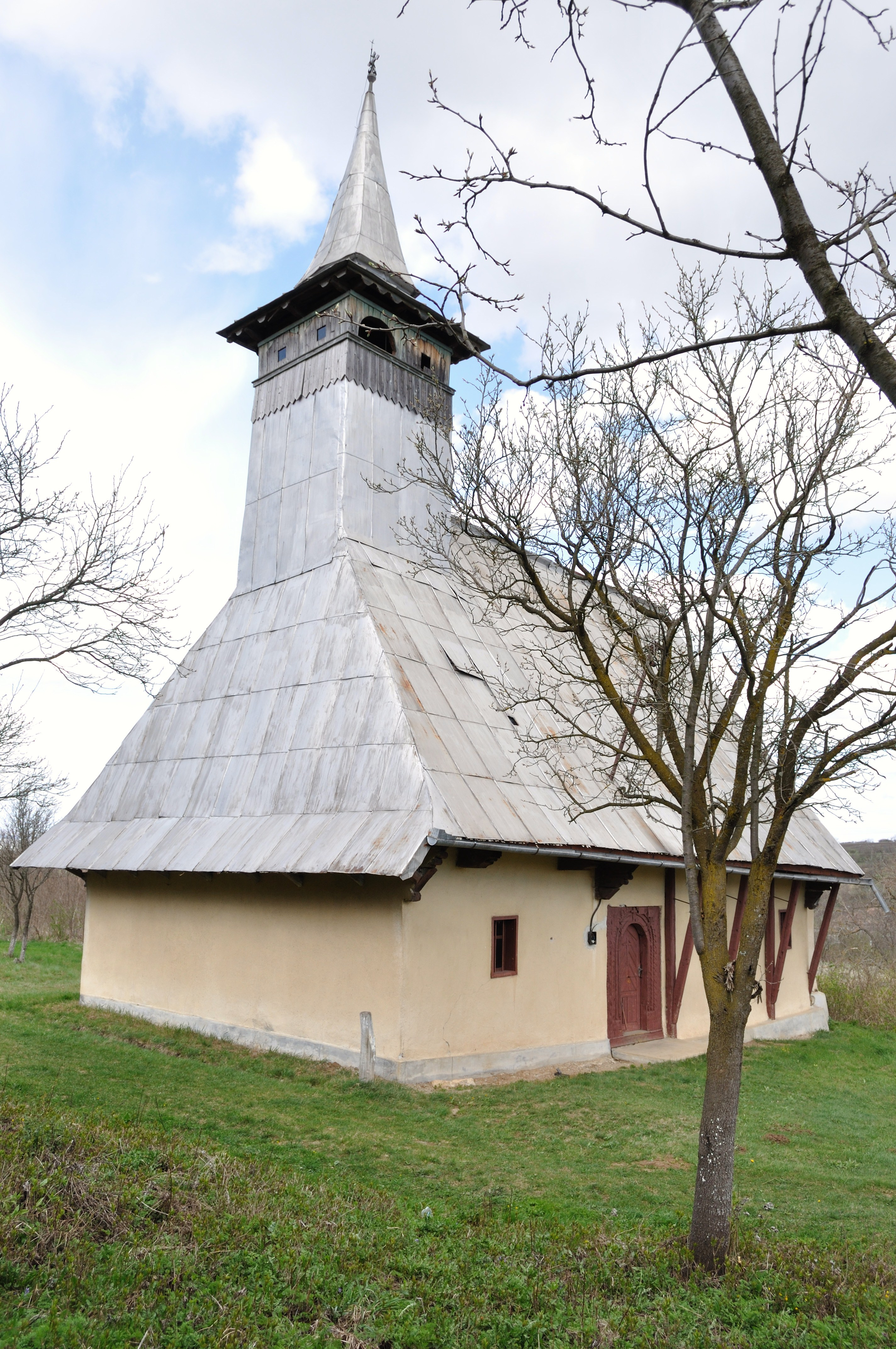
Biserica de lemn din Bădeni

- Biserica de lemn „Sfinții Arhangheli Mihail și Gavriil” din Moldovinești, construcție 1900, monument istoric.
- Biserica unitariană din Moldovinești, construcție sec. XVII - XVIII, monument istoric.
- Biserica Unitariană din Bădeni, construcție secolul al XVII-lea, monument istoric.
- Biserica de lemn "Sf. Nicolae" din Bădeni, construcție 1765, monument istoric.
- Biserica unitariană din Plăiești, construcție sec. XV - XVIII, monument istoric.
- Biserica de lemn "Sf. Arhangheli Mihail și Gavriil" din Podeni, construcție 1663, monument istoric.
- Biserica "Înălțarea Domnului" din Podeni, construcție 1808, monument istoric.
- Biserica reformată din Stejeriș, construcție 1714, monument istoric.
- Castelul Jósika din Moldovenești, construcție sec. XVI - XIX, monument istoric.
- Situl arheologic ("Pe Vale") de la Plăiești (Latène, Epoca bronzului, Neolitic).
- Situl arheologic ("Movila Dâmb") de la Bădeni (Epoca medievală, Epoca medievală timpurie).
- Situl arheologic "Dealul Cetății" (sec. IX - XI) de la Moldovenești (sec. II - III p. Chr., Epoca bronzului).
- Situl arheologic ("Dealul Păgânilor") de la Moldovinești (Preistorie).
- Tumulii preistorici (punctul "Gâlmeie") și așezarea medievală din sec. IX-XI (punctul "Izvorul Rece") din satul Stejeriș
- Ariile protejate: Cheile Turzii, Valea Ierii (sit SCI),